# Lili Droescher
Lili Droescher (* 10. April 1871 in Aßlar; † 10. April 1944 in Thorn) war eine deutsche Sozialpädagogin, Lehrerin und Kindergärtnerin.

## Leben und Wirken
Elisabeth (Lili) Droescher erhielt Privatunterricht, dann folgte der Besuch der höheren Töchterschule und eines Mädchenpensionats. Mit 16 Jahren ging sie an das Pestalozzi-Fröbel-Haus, um sich als Kindergärtnerin ausbilden zu lassen. Anschließend absolvierte Lili Droescher an der gleichen Einrichtung noch die neu errichtete Fortbildungsklasse und wurde Lehrerin. Als solche arbeitete sie für kurze Zeit an einem Mädchenpensionat in Wolfenbüttel, das von Henriette Schrader-Breymann gegründet wurde. Diese, die Gründerin und Leiterin des Pestalozzi-Fröbel-Hauses, holte Lili Droescher 1893 an ihre einstige Ausbildungsstätte zurück. Dort arbeitete sie als Lehrerin und leitete ab 1889 die Schule. Schließlich übernahm Lili Droescher 1913 die Gesamtleitung, später zusammen mit Hildegard von Gierke, des Pestalozzi-Fröbel-Hauses I. 1934 musste sie auf Druck der Nationalsozialisten die Verantwortung für die sozialpädagogische Einrichtung abgeben.
Als ihre Berliner Wohnung in Schutt und Asche lag, übersiedelte die Pädagogin zu Verwandten nach Thorn, wo sie am Tag ihres 73. Geburtstages starb.
Lili Droescher engagierte sich aktiv im Deutschen Fröbel Verband, dessen Erste Vorsitzende sie von 1923 bis 1934 war. Ferner war sie rege schriftstellerisch tätig, insbesondere für Friedrich Fröbel und den Kindergarten. Die Institution Kindergarten betreffend war sie der Ansicht, dass diese nur ein Notbehelf sein sollte, diese Kinder aus einer funktionstüchtigen Familie nicht nötig hätten. Zitat:
Wie uns die Erfahrung lehrt, sind Kindergärten und ähnliche Einrichtungen eine Notwendigkeit in unserern heutigen gesellschaftlichen Verhältnissen; sie sind ein Notbehelf, und wenn die Zustände sich mit einem Schlage ändern könnten, so daß jedes Kind sein Anrecht auf die Mutter und ein wärmendes, schützendes Heim erhielte, so würde bei vorurteilsloser Betrachtung von Menschen und Leben wohl niemand für eine öffentliche Erziehungsstätte kleiner Kinder eintreten. Fröbel hat einmal von seiner Erziehungsanstalt gesagt: 'Wir arbeiten dahin, uns unnötig zu machen.' Jeder versteht diesen Ausspruch.

## Schriften
- Die Konzentration des Bildungsstoffes im Kindergarten, in: Kindergarten 1899/H. 1, S. 11–14, H. 2, S. 27–31, H. 3, S. 46–51
- Der Konzentrationsstoff im Pestalozzi-Fröbel-Haus, in: Kindergarten 1904,/H. 2, S. 14–18
- Fröbel und sein Werk: Der Kindergarten, Leipzig 1907
- Von der Kinderseele, Voigtländers Verlag Leipzig, 1908, zusammen mit Gertrud Bäumer
- Die Soziale Frauenschule in Berlin: in: Kindergarten  1910/H. 3, S. 66–74
- Beschäftigungen im Hause, in: Das Pfadfinderbuch für Junge Mädchen 1912, S. 9–28
- Frauenschulen und Kindergärtnerinnenausbildung, in: Die Lehrerin 1919/H. 5, S. 33–36
- Das Kind im Hause, Leipzig/Berlin 1920
- Der Kindergarten als Unterbau der Einheitsschule, Berlin 1920
- Fröbel im Pestalozzi-Fröbel-Haus im Wandel der Zeiten, in: Kindergarten 1927/H. 5, S. 171–177